# Hidrogén-klorid
A hidrogén-klorid színtelen, szúrós szagú, levegőnél nagyobb sűrűségű, mérgező gáz, képlete HCl. Vízben jól oldódik, vizes oldata a sósav, melyet először Basilius Valentinus állított elő a 15. században, egészen tiszta állapotban pedig Glauber.
Előfordul a természetben némely vulkáni gázban és Dél-Amerika néhány folyójában, amelyek vulkáni vidéken folynak keresztül; a gyomornedvben is megtalálható, minthogy az emésztésnek igen fontos tényezője.

## Előállítása és felhasználása
A hidrogén-klorid hidrogénből és klórból képződik magas hőmérsékleten (250 °C felett) vagy fény hatására. Az egyesülés durranás kíséretében történik, ha az említett két gáznak egyenlő térfogatait elegyítettük egymással.
{\displaystyle \mathrm {H_{2}+Cl_{2}\longrightarrow 2\ HCl\,\!} }
A hidrogén- és a klórgáz 1:1 térfogatarányú elegyét klórdurranógáznak nevezzük, mely még az oxigén-hidrogén durranógáznál is robbanékonyabb.
A hidrogén-klorid előállítható a kloridokból, ha azokat koncentrált kénsavval melegítjük; e célra azonban iparilag konyhasót (NaCl) használnak, amelyet kénsavval kezelnek. A reakció mellékterméke a glaubersó, melyet a gyógyászatban hashajtásra használnak.
{\displaystyle \mathrm {2\ NaCl+H_{2}SO_{4}\longrightarrow Na_{2}SO_{4}+2\ HCl\,\!} }
Szerves vegyületek klórozásánál melléktermékül igen nagy mennyiségben keletkezik.
Cseppfolyós állapotban közvetlenül felhasználható telítetlen szénhidrogének hidrohalogénezésére (pl. vinil-klorid vagy etil-klorid előállítására). Felhasználják továbbá vízmentes ammónium-klorid és fém-kloridok előállítására, valamint sósavtermelésre is.

## Jellemzői
A hidrogén-klorid-gáz igen alacsony hőmérsékletre lehűtve, nagyobb nyomáson színtelen folyadékká sűríthető. A hidrogén-klorid-gáz levegőre vonatkoztatott relatív sűrűsége: ρrel = 1,278 (levegő = 1) és vízben rendkívül jól oldódik; 1 térfogat víz 0 °C-on 505 térfogat (0,825 g), 20 °C-on 440 térfogat (0,721 g) hidrogén-klorid-gázt abszorbeál; ezért hidrogén-klorid-gázzal telt palack víz alatt kinyitva egy pillanat alatt megtelik vízzel. 
Az oxidáló hatású anyagok (például nátrium-hipoklorit azaz hypo, kálium-permanganát, kálium-klorát stb.) a hidrogén-kloridot elbontják és ekkor klórgáz fejlődik belőle. 
{\displaystyle \mathrm {NaOCl+2\ HCl\longrightarrow NaCl+Cl_{2}+H_{2}O\,\!} }

## Szerkezete és tulajdonságai
| |  |
| 77 K-es DCl por neutrondiffrakciós vizsgálattal meghatározott szerkezete. HCl helyett DCl-t használtak, mivel a deutériummagot könnyebb észlelni, mint a protont. A „végtelen” DCl láncokat szaggatott vonalak jelölik |  |

A szilárd HCl 98,4 K-en fázisátmeneten megy keresztül. Az anyag porröntgendiffrakciós vizsgálata alapján a szerkezet az átmenet során rombosból köbös rendszerűvé változik. A klóratomok mindkét szerkezetben lapközéppontos rácsot alkotnak, ám a hidrogének helyzetét nem lehet meghatározni. A spektroszkópiai és dielektromos jellemzők vizsgálata, valamint a DCl (deutérium-klorid) megállapított szerkezete alapján a HCl szilárd fázisban zegzugos láncokat alkot, ugyanúgy, mint a HF (lásd a jobb oldali ábrát).
| Hőmérséklet (°C) | 0   | 20  | 30  | 50  |
| ---------------- | --- | --- | --- | --- |
| Víz              | 823 | 720 | 673 | 596 |
| Metanol          | 513 | 470 | 430 |     |
| Etanol           | 454 | 410 | 381 |     |
| Éter             | 356 | 249 | 195 |     |

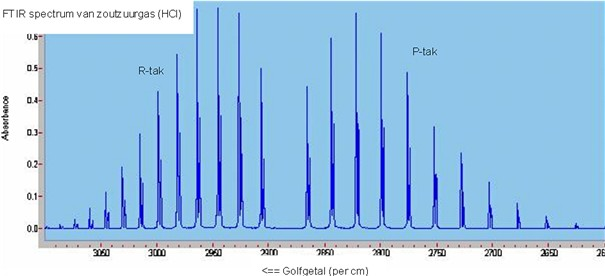
Infravörös (IR) abszorpciós spektrum

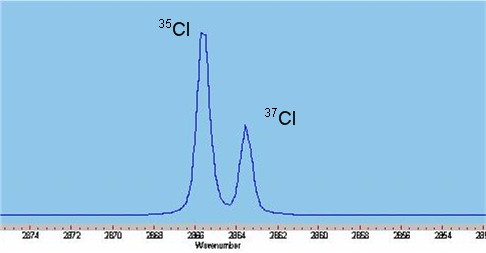
Dublett vonal az IR-spektrumban, melyet a klór izotóp-összetétele okoz

A gázállapotú hidrogén-klorid – oldalt bemutatott – infravörös spektruma számos éles abszorpciós vonalat tartalmaz, melyek 2886 cm−1 (~3,47 µm-es hullámhossz) körül csoportosulnak. Szobahőmérsékleten csaknem minden molekula a v = 0 rezgési alapállapotban van. Ahhoz, hogy egy HCl molekula a v = 1 állapotba gerjesztődjön, körülbelül 2880 cm−1-es infravörös gerjesztés szükséges. Ezt a Q-ágba tartozó abszorpciót szimmetria tiltott volta miatt nem figyelhetjük meg. Ehelyett két jelcsoport (P- és R-ágak) észlelhető, melyeket a molekula forgása okoz. A kvantummechanikai kiválasztási szabályok miatt csak bizonyos forgási módusok megengedettek. Ezt a J forgási kvantumszám jellemzi, J = 0, 1, 2, 3, ... . A kiválasztási szabályok szerint ΔJ értéke csak  ± 1 lehet.
E(J) = h·B·J(J+1)
B értéke sokkal kisebb, mint ν·e, ezért a molekula megforgatásához sokkal kisebb energia szükséges, az átlagos molekulák esetén ez az energia a mikrohullámú tartományba esik. A HCl molekula rezgési energiája azonban már az infravörös tartományba esik, így a molekula forgási-rezgési módusait mutató spektrum kényelmesen felvehető egy hagyományos gázcella és infravörös spektrofotométer segítségével.
A természetben előforduló klór két izotópból áll, ezek a 35Cl és 37Cl, arányuk közelítőleg 3:1. Bár a kétféle izotópot tartalmazó molekulák rugóállandói nagyon hasonlóak, a redukált tömeg különbsége miatt a forgási energiák eléggé eltérnek ahhoz, hogy az abszorpciós vonalak alaposabb tanulmányozásával ezek a dublettek megfigyelhetők lehessenek. A dublett vonalainak intenzitásaránya ugyanúgy 3:1.